# Sara Little Turnbull

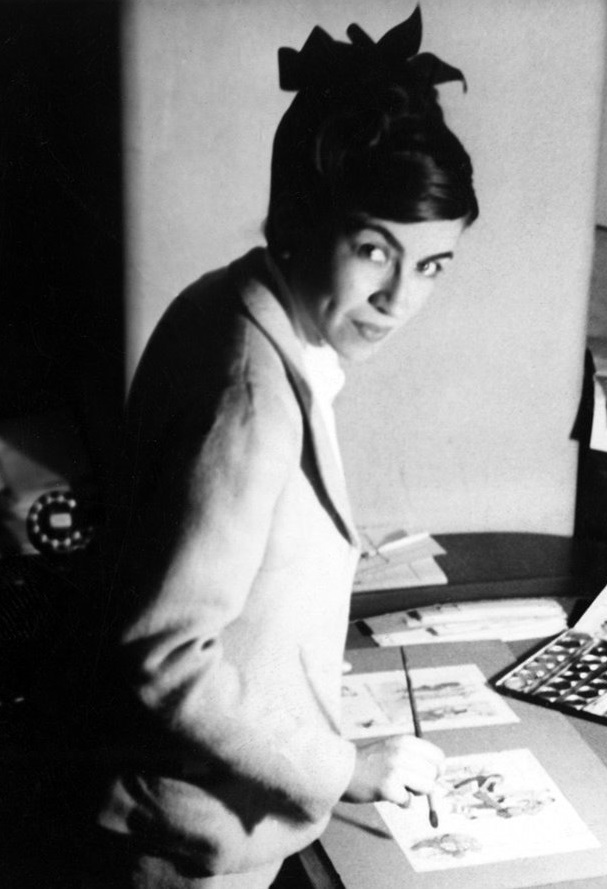
Sara Little Turnbull in den 1930er Jahren

Sara Turnbull (* 21. September 1917 in Manhattan, New York, USA; † 4. September 2015 in Seattle, Washington, USA) war eine US-amerikanische Designerin und Hochschullehrerin. Sie war eine der ersten Industriedesignerinnen Amerikas und leitete das Process of Change: Laboratory for Innovation and Design an der Stanford Graduate School of Business.

## Leben und Werk
Turnbull wurde als Sara Finkelstein als Tochter russischer Einwanderer geboren und wuchs in Brooklyn auf. Sie besuchte ab 1935 mit einem Stipendium der School Art League of NYC und des National Council of Jewish Women die Parsons School of Design und erhielt 1939 dort ihren Abschluss. Aufgrund ihrer Körpergröße von 1,60 m erhielt sie den Spitznamen Little Sara und nannte sich dann beruflich auch Sara Little.
Nach dem College arbeitete Turnbull bei dem Kaufhaus Marshall Fields als Produkt- und Verpackungsdesignerin und stellvertretender Art Director und wurde Art Director bei der Blaker Advertising Agency. Sie wurde 1941 als Redaktionsassistentin bei der Zeitschrift House Beautiful eingestellt, wo sie die Kolumne Girl with a Future schrieb. Nach ihrer Beförderung zur Dekorationsredakteurin, war sie fast zwei Jahrzehnte lang in diesem Bereich tätig. Sie lebte 20 Jahre lang in einem 37 m² großen Hotelzimmer, von dem aus sie auch ihr 1958 gegründetes internationales Beratungsunternehmen Sara Little Design Consultant leitete.

## Designberaterin
Nachdem Turnbull einen Fachartikel für Housewares Review mit dem Titel Forgetting the Little Woman geschrieben hatte, wurde sie als Produktforschungsberaterin von den Unternehmen General Mills, 3M und von Corning Glass eingestellt. Bei 3M entwickelt sie im Bereich Gift Wrap & Fabric Amerikas erste vorgefertigte magische Verpackungsschleifen. Dann begann sie mit der Vliesstofftechnologie von 3M zu experimentieren und erfand 100 neue Produktideen, die sie 1958 den Führungskräften von 3M vorstellte. Sie half bei der Entwicklung medizinischer Einweg- und Umweltschutzmasken aus Vliesfasern, die die Designdetails für die heutigen N-95-Masken inspirierten, sowie bei Sojaprotein-Lebensmittel und Gefrier- und Ofengeschirr aus Pyroceram, einem Corning-Material, das ursprünglich für Raketen entwickelt wurde.
1965 heiratete sie James R. Turnbull und verwendete weiterhin den Namen Sara Little. Als ihr Ehemann Executive Vice President der National Forest Products Assn wurde, zog sie mit ihm nach Washington, D.C., wo sie in einer Wohnung im Watergate-Gebäudekomplex lebten. 
Während ihrer 65-jährigen Designkarriere beriet Turnbull internationale Unternehmen wie Procter & Gamble, Coca-Cola, General Mills, Macy’s, Neiman Marcus, Marks & Spencer, DuPont, Ford, Nissan, Pfizer, Revlon, Elizabeth Arden, Lever Brothers, Motorola, NASA und Volvo. Sie beriet zu einer Reihe von Haushaltsprodukten, Heimaufbewahrungssysteme, Lebensmittel, Küchentheken, Mikrowellen-Kochprodukte, Körperpflege, Medikamentenverabreichungssysteme, Kosmetika, Raumanzügen, Möbel und Spielzeug, Dekoration und Verpackung, Haushaltsreinigungsprodukte, Haustierpflege, Klebebänder und Klebstoffe sowie Autoinnenausstattung.
Auf der Suche nach Möglichkeiten Probleme des Alltags zu lösen, reiste Turnbull als autodidaktische Kulturanthropologin auch nach Borneo, Malaysia, den Philippinen, Indien und Kenia. So wurde ihr Entwurf für einen Topfdeckel durch die Beobachtung von Geparden inspiriert, die in freier Wildbahn ihre Beute greifen. In einem anderen Fall begann sie den Entwurfsprozess für ein einbruchssicheres Schloss mit der Befragung von Dieben im Gefängnis.

## Center for Design Research
Um die im Laufe der Jahre 3500 gesammelten Artefakte öffentlich auszustellen, gründete Turnbull 1971 nach ihrem Umzug in den Staat Washington das Center for Design Research, zu dem auch ihr Process of Change: Laboratory for Innovation and Design im Tacoma Art Museum gehörte. Die Sammlung wurde 2003 aus dem Tacoma Art Museum ausgegliedert und in Seattle als Sara Little Turnbull Center for Design Institute neu gegründet. Die Sammlung umfasst Körperbedeckungen und Accessoires, Lebensmittelzubereitungs- und Essgeräte, Textilien und Volkskunst, von denen viele ihre Konzepte für das Design häuslicher Produkte beeinflusst hatten.
Turnbull war Gastdozentin bei der Parsons School of Design, der Rhode Island School of Design, am MIT, an der Harvard University, der Illinois Institute of Technology, der Copenhagen Business School, der University of Washington, der San Francisco State University und der University of California Berkeley. 1988 wurde sie Direktorin des Process of Change Laboratory der Stanford University und unterrichtete dort 18 Jahre lang bis 2006.
Als Turnbull 2015 im Alter von 97 Jahren in ihrem Haus in Seattle starb, hatte sie für Hunderte von Unternehmen gearbeitet und Tausende von Produktdesigns beeinflusst. Die Corporate Design Foundation bezeichnete sie als die Geheimwaffe des amerikanischen Unternehmens.
2015 wurde die Sara Little Turnbull Foundation gegründet, um das öffentliche Bewusstsein für Design zu fördern.

## Ehrungen
- 1980: Trailblazer Award der National Home Fashion League
- 2003: Ehrendoktorwürde der Academy of Art
- 2008: Design Fellowship des National Endowment for the Arts
- der Art Council des San Francisco Museum of Modern Art ernannte sie zum Bay Area Living Treasure
- im Alter von 89 Jahren erhielt sie den Lifetime Achievement Award des International Congress of Graphic Design Associations[12][13]